# Alejandro (logoteta)
Alejandro (en griego: Αλέξανδρος) fue un alto funcionario financiero del Imperio bizantino, activo en el reinado de Justiniano I (527-565). Su título es mencionado como discussor en latín y logothetēs en griego. Recibió el sobrenombre de "Tijeras" o "Recortes" (en griego: Ψαλίδιος), por reducir el tamaño de las monedas de oro. La principal fuente sobre él es Procopio de Cesarea.

## Biografía
Aunque era un funcionario financiero que ejercía su cargo en Constantinopla, Alejandro fue enviado en misiones especiales e incluso asumió tareas militares. Pudo haber llevado los títulos adicionales de scrinarius (notario) o numerarius (contador). Su cargo estaba específicamente relacionado con el ejército.

### Paga del ejército
Procopio de Cesarea informa que Alejandro se hizo conocido por su hábito de acusar al Ejército bizantino de defraudar al estado. Su cargo le permitía recaudar grandes sumas de dinero para el estado, además de enriquecerse a través de prácticas cuestionables. "Obligaba a los soldados a no hablar del tema; sobre ellos puso a cargo a los hombres más viles, ordenándoles que recauden de esta fuente todo lo que puedan, estando al tanto estos oficiales que la doceava parte de lo recaudado sería para ellos. Él les dio el título de "Logotetas". Y estos aplicaban cada año el siguiente subterfugio. Según la ley, la paga militar no es igual para todos cada año; pero cuando los hombres todavía son jóvenes y apenas han sido reclutados en el Ejército, la paga es menor, mientras que aquellos que han servido y ahora se encuentran a la mitad del escalafón, su paga se incrementa. Pero cuando han envejecido y están a punto de ser dados de baja del Ejército, la paga es mucho más grande, para que al final no solo tengan lo necesario para mantenerse como ciudadanos particulares en el futuro, sino que también puedan dejar una herencia a sus parientes al final de su vida. Por lo que en el tiempo, al ascender continuamente a los soldados que están en las últimas filas del escalafón a los rangos de aquellos que han muerto o fueron dados de baja, según el tiempo de servicio se ajustaban las pagas que la Tesorería tenía que entregar a cada hombre. Pero los Logotetas, como se les llamaba, no permitían que los nombres de los difuntos fueran retirados del escalafón, incluso cuando grandes cantidades de soldados morían por otras causas y en especial, como en la mayoría de los casos, durante las numerosas guerras. Incluso, ellos no completaban los escalafones por largos periodos. Y el resultado de esta práctica demostró ser infausto para todos los implicados - en primer lugar, para el Estado el número de soldados en servicio activo siempre es deficiente; en segundo lugar, a los soldados supervivientes no se les permitía ascender al no retirar del escalafón a los difuntos, por lo cual eran mantenidos en un rango inferior y recibían una paga inferior a la del rango que debían tener; y, finalmente, para los Logotetas, que en todo este tiempo tenían que entregar a Justiniano una parte del dinero de los soldados."
"Además, ellos [los Logotetas] seguían presionando a los soldados con diversos castigos, como darlos de baja por los peligros sostenidos en las guerras, acusar a unos de ser "griegos" como si fuese imposible que cualquier hombre de Grecia sea un hombre decente, a otros de estar en servicio sin una orden del Emperador, incluso si llegaban a mostrar una orden imperial, los Logotetas no dudaban en denunciarlos descaradamente; a otros los acusaban de deserción por haberse ausentado de sus camaradas algunos días [con permiso]. Mas tarde algunos de los Guardias del Palacio fueron enviados a lo largo del Imperio romano [de Oriente], buscando entre todos los ejércitos a cualquiera que fuese inapto para servicio militar; se atrevían a quitarles sus cinturones al considerarlos inaptos o demasiado viejos, por lo cual debían mendigar su pan a las personas pías en la plaza del mercado y se convirtieron en una constante causa de llanto y lamentación por parte de todos aquellos que los encontraban; a los demás les sonsacaban grandes sumas de dinero, para que al final no padezcan el mismo destino; por lo cual los soldados, siempre en bancarrota de varias formas, se volvieron los más pobres entre los hombres y no tenían el menor impulso para combatir. Fue por esta razón que el poder romano fue destruido en Italia."

### Termópilas
En 539, Alejandro fue enviado a Italia, poco después del retorno de Belisario. Hizo una parada en las Termópilas, donde reorganizó la defensa local. Una guardia compuesta principalmente por campesinos del lugar fue reemplazada con tropas regulares. El costo de su presencia fue efectivamente pagado por todas las ciudades de Grecia. Sus fondos cívicos y festivos fueron desviados a la tesorería imperial con este pretexto, una decisión aprobada por Justiniano. Procopio de Cesarea tiene una visión bastante sombría de la forma como Alejandro manejó la situación: "El puesto avanzado de las Termópilas había estado desde sus inicios a cargo de los campesinos de aquella región, que solían turnarse para vigilar la muralla de allí, en caso que algunos bárbaros u otros quisieran descender sobre el Peloponeso. Pero cuando Alejandro visitó el lugar en dicha ocasión, él pretendió actuar en favor de los intereses de los peloponesios y rehusó confiar el puesto avanzado a los campesinos. Por lo que estacionó allí dos mil soldados y ordenó que su paga no fuese entregada por la Tesorería imperial, en su lugar transfirió a la Tesorería todos los fondos cívicos y los fondos destinados a espectáculos de todas las ciudades de Grecia, bajo el pretexto que aquellos soldados debían ser mantenidos. En consecuencia, en toda Grecia, incluso en la propia Atenas, no se restauró ningún edificio público ni se llevó a cabo cualquier obra utilitaria. Sin embargo, Justiniano no dudó en confirmar las medidas de "Recortes"."

### Italia
Cuando Alejandro arribó a Italia, aplicó medidas financieras que demostraron ser impopulares. Incrementó las exigencias financieras a las ciudades italianas y sus habitantes, mientras que reducía el presupuesto del ejército estacionado allí. De esta forma se ganó la animosidad de ambos bandos. "Ciertamente, cuando Alejandro el Logoteta fue enviado allí [Italia], tuvo la osadía de aplicar estas medidas sin piedad a los soldados, y él trató de sonsacar dinero a los italianos, alegando que los estaba castigando por su comportamiento durante el reinado de Teodorico y los godos. Y no solo los soldados eran oprimidos mediante expolio y pobreza a través de los Logotetas, sino también los subordinados que servían a todos los generales, anteriormente un grupo numeroso y muy apreciado, trabajaban bajo la carga de la inanición y la pobreza total. Ellos no tenían los medios necesarios para mantenerse."
Alejandro tomó otra decisión controvertida al abolir la ración anual de trigo para los pobres de Roma. Era un gasto innecesario para el estado, pero su abolición mataría de hambre a los pobres. "Teodorico ordenó que esta costumbre sea transmitida a sus hijos y nietos. Y también ordenó que la tesorería debía suministrarles a perpetuidad tres mil fanegas de trigo cada cada año a los mendigos que se reunían junto a la Iglesia de San Pedro Apóstol. Todos los mendigos siguieron recibiendo estas pensiones hasta que Alejandro, llamado "Recortes", arribó a Italia. Este hombre decidió de inmediato, sin miramientos, abolirlas por completo. Cuando Justiniano, emperador de los romanos, se enteró de esto, aprobó la medida y apreció a Alejandro mucho más que antes."
En 541, Constanciano, Alejandro y nueve más dirigieron el Ejército bizantino contra la ciudad de Verona, un bastión de los ostrogodos. Su ejército fue derrotado en la Batalla de Faventia (542).
Una carta de Totila dirigida al Senado bizantino, menciona a Alejandro como un ejemplo de "injusticia y opresión imperial". Esta parece ser su última mención por escrito. Se desconoce su destino después de Faventia.